# Quake Engine

Дерево ігор, створених на основі рушія Quake

Quake Engine — ігровий рушій, який був розроблений компанією Id Software спеціально для відеогри Quake, яка вийшла у 1996 році.

## Історія
Більшість програмного коду було написано Джоном Кармаком у 1996 році. Майкл Абраш допоміг з алгоритмами і оптимізацією асемблера.
Значну частину коду було потім використано у рушіях Id Tech 2 та Id Tech 3, а 21 грудня 1999 року Джон Кармак оголосив, що джерельний код Quake Engine тепер можна використовувати згідно з ліцензією GNU GPL.

## Відомі ігри, які використовують Quake Engine
- Half-Life — розроблена Valve Software
- Hexen II — Raven Software

| {{{alt}}} | Це незавершена стаття про гральний рушій. Ви можете допомогти проєкту, виправивши або дописавши її. |